# 紅柄牛肝菌
紅柄牛肝菌（Boletus erythropus），或稱赤柄牛肝菌，是一种野生牛肝菌蘑菇。菌傘陽面呈紅褐色至深褐色，闊葉林地上散生。分布於河北、安徽、江蘇
、台灣、北歐、北美。可供食用。

## 分类
红柄牛肝菌由克里斯蒂安·亨德里克·佩尔松（Christian Hendrik Persoon）于1796年描述，其名称来自希腊语ερυθρος （红色）和 πους （脚），指其柄为红色。

## 描述

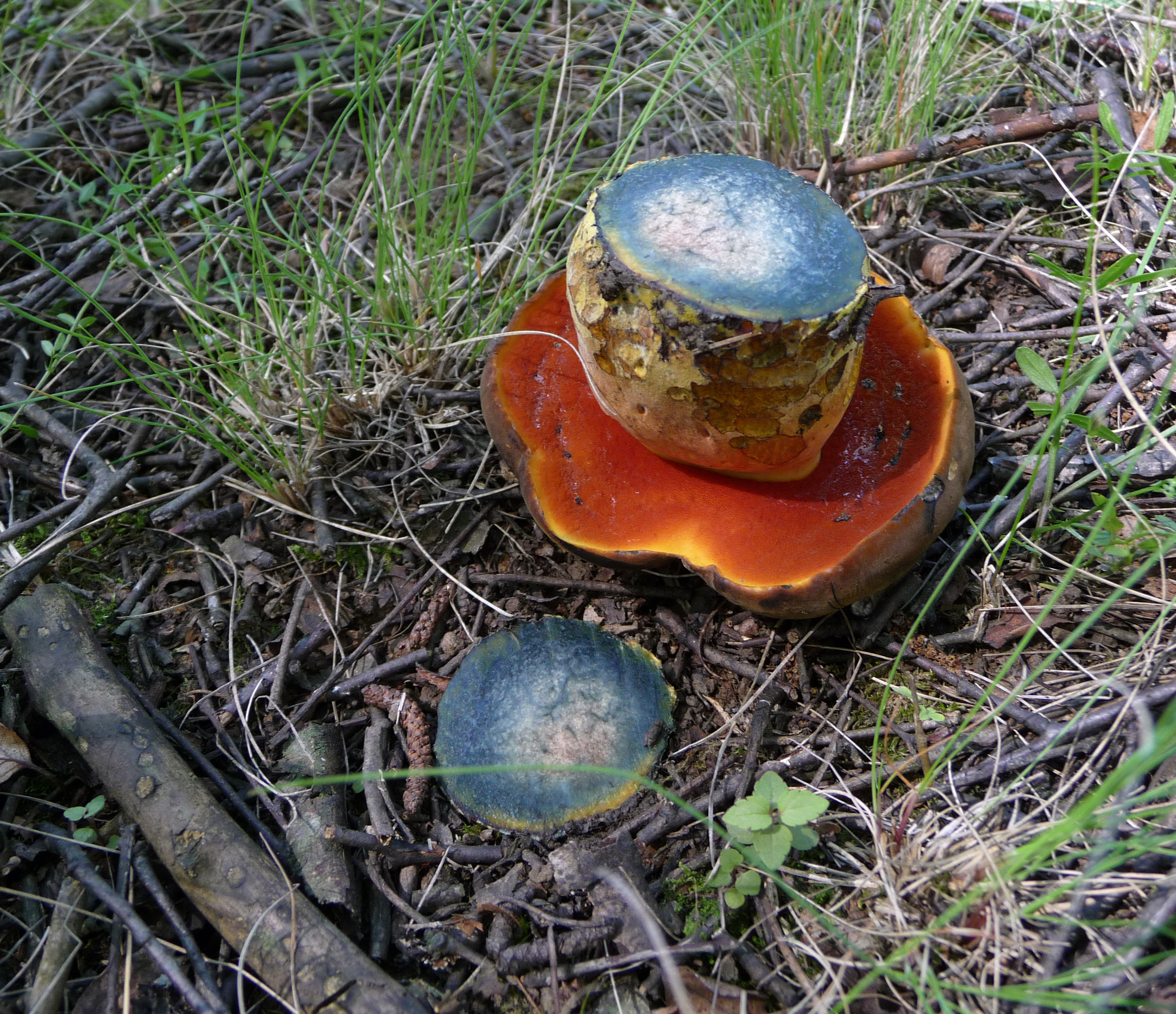
红柄牛肝菌，拍摄于乌克兰，切口的黄色迅速变成蓝色。

红柄牛肝菌是一种大型蘑菇，颜色为褐色，其球盖型菌盖直径可达20厘米。它具有小的桔红色气孔，成长后变成锈红色，挫伤处为蓝色到黑色。菌管为黄绿色，切割后迅速成为蓝色。菌柄厚，色彩艳丽，主要为黄色，密集分布红点，高度为4-12厘米，没有网状花纹，被切后变成深蓝色。这种蘑菇几乎没有气味。孢子为橄榄绿棕色。

## 分布
这种真菌夏季和秋季生长在欧洲落叶林或针叶林地。人们常常在美味牛肝菌附近发现它。它也广泛分布于北美，分布范围从加州北部到阿拉斯加，在云杉下面尤其常见。北美东部，它在软木树和硬木树下均有增长。它喜欢酸性土壤。